# التشدد باسم الإسلام
التشدد\النضالية باسم الإسلام : اسباب مناقشه و لا تناقش'، وخاصة إسلامير نامي جونغباد: ألوتشيتو أو أونالوتشيتو كارونسوموهو (ইসলামের নামে জঙ্গিবাদ: আলোচিত ও অনালোচিত কারণসমূহ) هو كتاب باللغة البنغالية من تأليف خندكر عبد الله جهانجير وهذا ما يفسر الجوانب السياسية للإسلام وانتشار التطرف باسم الإسلام وفقًا للأحاديث  تم نشر الكتاب لأول مرة في أغسطس 2006. ووفقًا لخانداكر عبد الله جهانجير، فإن أسباب انتشار "التطرف أو الإرهاب" هي المؤامرة الغربية ضد الإسلام وإسرائيل والإمبريالية والنفط والدين وقتل المسلمين في جميع أنحاء العالم وقمع الإسلام في البلدان الإسلامية وانخفاض معدلات البطالة وما إلى ذلك.

## روابط خارجية
- الكتاب الكامل باليونيكود على موقع الحديث البنغالي